# Grub, Appenzell Ausserrhoden
Grub (schweizertyska: I de Grueb) är en ortsdel och en kommun i kantonen Appenzell Ausserrhoden i Schweiz. Kommunen har 971 invånare (2023).
Orten Grub ligger i två olika kantoner och därmed i två olika kommuner. De båda delarna skiljs åt av en bäck. Ortsdelen Grub SG ligger i kommunen Eggersriet i kantonen Sankt Gallen.